# Паланське озеро
Паланське  - озеро в верхній течії річки  Палана на  Камчатці, розташоване на території  Тигільського району  Камчатського краю. Охороняється державою з 1981 року як комплексний пам'ятник природи регіонального значення «Озеро Паланське».
Озеро названо в XIX ст. за річкою  Палана, що протікає через нього.

## Основні відомості
Озеро знаходиться в передгір'ях західної частині  Серединного хребта на висоті 274 метра над рівнем моря. Його площа становить 28,2 км. 
Виникло в результаті перегородження долини  лавовими потоками. У західній частині акваторії вершини напівзатоплених височин виступають над водною поверхнею у вигляді декількох покритих лісом острівців. 
Паланське озеро з усіма прилеглими береговими смугами шириною до 4 км, загальною площею 88 тисяч гектарів, є зоологічним заказником і має статус пам'ятника природи .